# Герхард II фон Аренберг
Герхард II фон Аренберг или Герхард II фон Арберг (на немски: Gerhard II von Arberg; Gerhard von Arenberg; * пр. 1252; † пр. април 1255 или 1267) е бургграф на Кьолн.

## Произход
Той е син на Хайнрих III фон Арберг († 1255), бургграф на Кьолн (на латински: Henricus de Arberg Burgravus Coloniensis), и съпругата му Мехтилд († сл. 1234). Брат е на Хайнрих фон Арберг-Моренховен († пр. 1280), Мехтилд († 1292), съпруга на Дитрих I фон Билщайн, Алайдис († 1287), съпруга на Йохан II ван Хойзден и на граф Видекинд III фон Витгенщайн († сл. 1307), и на София, абатиса на Св. Квирин до Нойс.

## Фамилия
Герхард II фон Аренберг се жени за Мехтилд фон Холтен (* пр. 1240; † 1304), наследничка на Холте и Моренховен, дъщеря на Адолф фон Алтена-Изенбург, господар на Холтен († 1259/1260), и Елизабет фон Арнсберг († сл. 1282). Те имат децата:
- Йохан фон Аренберг (* пр. 1260; † 2 април 1282), господар на Аренберг, бургграф на Кьолн, женен ок. 1268 г. за Катарина фон Юлих (* ок. 1250; † сл. 1287)
- Хайлвиг фон Арберг, омъжена за Вилхелм III фон Хорн († сл. 1299)

Той има и една незаконна дъщеря:
- Елизабет